# Busset
Ne doit pas être confondu avec Cusset.
Busset est une commune française située dans le département de l'Allier, en région Auvergne-Rhône-Alpes.
Elle fait partie de l'aire d'attraction de Vichy. Ses habitants, au nombre de 810 en 2022, sont appelés les Bussétois et les Bussétoises.

## Géographie

### Localisation

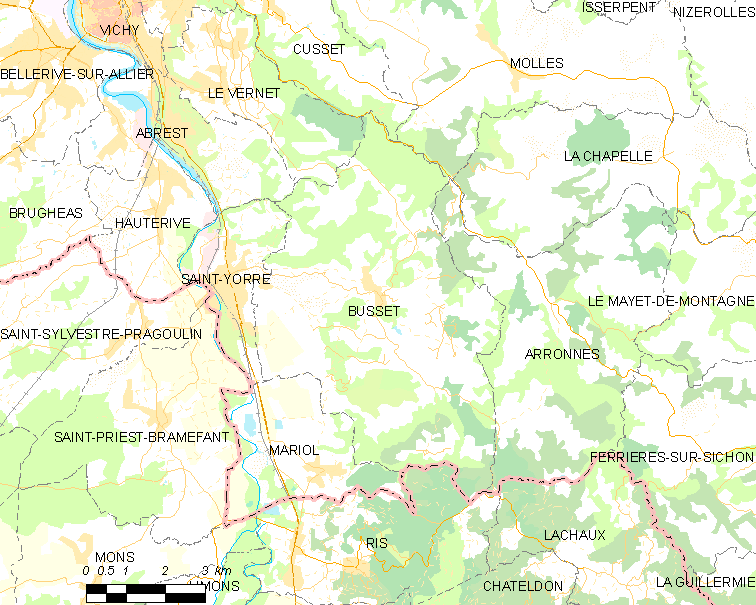
Carte de Busset.

La commune de Busset est située au sud-est du département de l'Allier. Elle occupe une superficie de 3 696 hectares.
Lieux-dits de la commune : les Blettières, les Bregères, Chatelus, les Corres, les Dachers de la Croix, Liages, les Merciers, Piégut (Puysagut), les Bisais.
Neuf communes, dont une dans le département du Puy-de-Dôme, sont limitrophes :
| Abrest Le Vernet | Cusset            | Molles La Chapelle |
| Saint-Yorre      | Busset            | Arronnes           |
| Mariol           | Ris (Puy-de-Dôme) |                    |

### Géologie et relief
La partie ouest de la commune correspond à la plaine alluviale de l'Allier avec un sol alluvionnaire sableux.
La partie sud-ouest a une altitude de 500 à 600 mètres ; le sol est constitué de roches granitiques, gneiss ou micaschiste. La partie nord entre 400 et 500 mètres est constituée principalement de grès.

### Hydrographie
Le Sichon est une rivière à truite, qui prend sa source au pied du Montoncel ; elle marque la limite nord-est de la commune de Busset. Le Gourcet et le Parmey traversent également la commune.

### Climat
Pour des articles plus généraux, voir Climat d'Auvergne-Rhône-Alpes et Climat de l'Allier.
En 2010, le climat de la commune est de type climat océanique dégradé des plaines du Centre et du Nord, selon une étude du CNRS s'appuyant sur une série de données couvrant la période 1971-2000. En 2020, Météo-France publie une typologie des climats de la France métropolitaine dans laquelle la commune est exposée à un climat de montagne ou de marges de montagne et est dans la région climatique Nord-est du Massif Central, caractérisée par une pluviométrie annuelle de 800 à 1 200 mm, bien répartie dans l’année.
Pour la période 1971-2000, la température annuelle moyenne est de 10,5 °C, avec une amplitude thermique annuelle de 16,2 °C. Le cumul annuel moyen de précipitations est de 990 mm, avec 11,3 jours de précipitations en janvier et 8 jours en juillet. Pour la période 1991-2020, la température moyenne annuelle observée sur la station météorologique de Météo-France la plus proche, « Vichy-Ville », sur la commune de Vichy à 10 km à vol d'oiseau, est de 12,7 °C et le cumul annuel moyen de précipitations est de 799,6 mm,. Pour l'avenir, les paramètres climatiques de la commune estimés pour 2050 selon différents scénarios d'émission de gaz à effet de serre sont consultables sur un site dédié publié par Météo-France en novembre 2022.

### Voies de communication et transports
À l'écart des grands axes de communication, Busset est accessible par de petites routes départementales.
La RD 121 relie Saint-Yorre (en aval, à l'ouest) au reste de la montagne bourbonnaise (Le Mayet-de-Montagne). La RD 175 relie Le Vernet et Cusset au nord à Lachaux au sud, cette dernière étant en tronc commun avec la RD 121 entre Les Corres et le centre-bourg.
La gare la plus proche est située à Vichy.

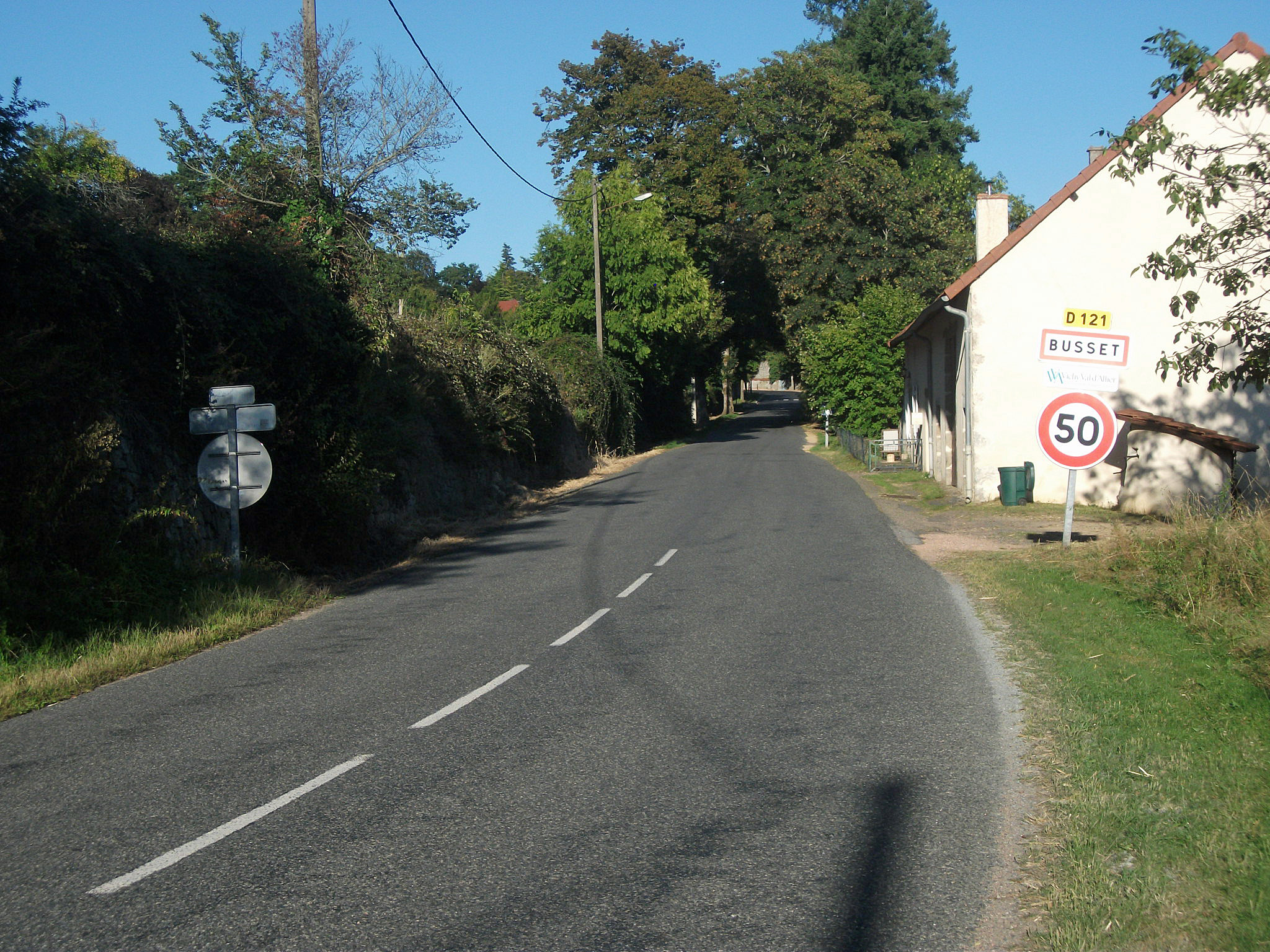
Entrée de Busset depuis Saint-Yorre par la RD 121.
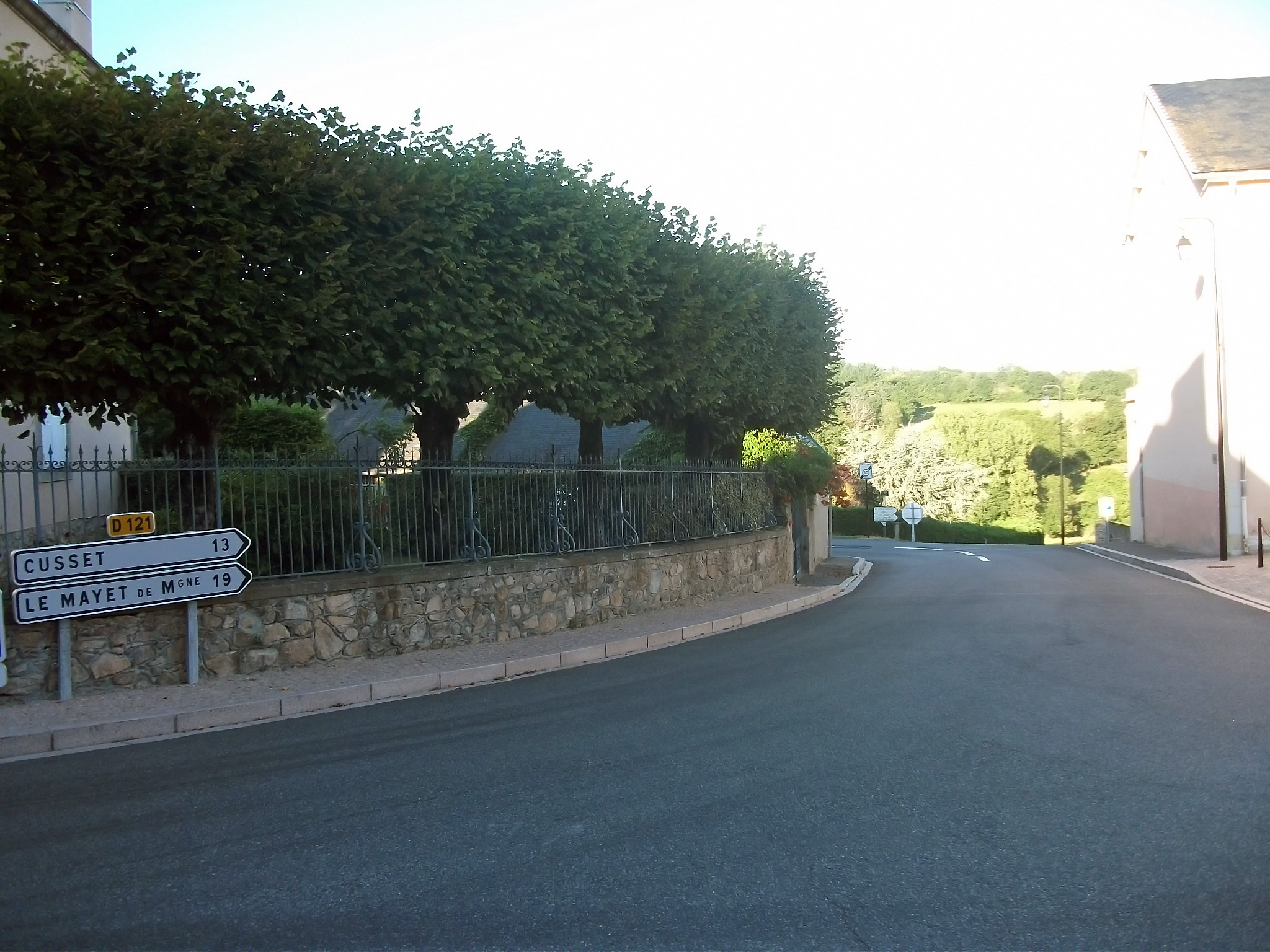
RD 121 vers Le Mayet-de-Montagne.
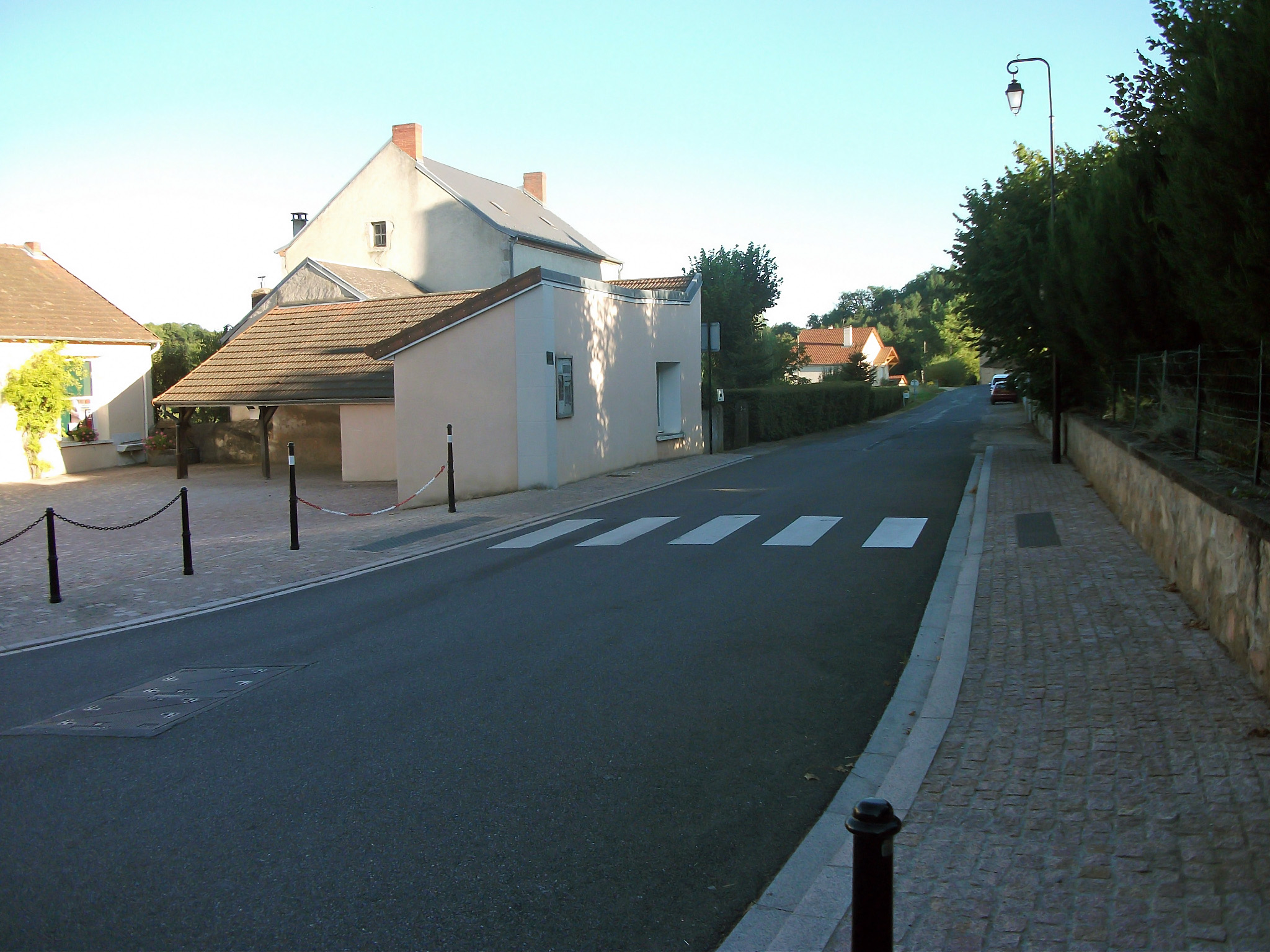
RD 175 en direction de Lachaux.
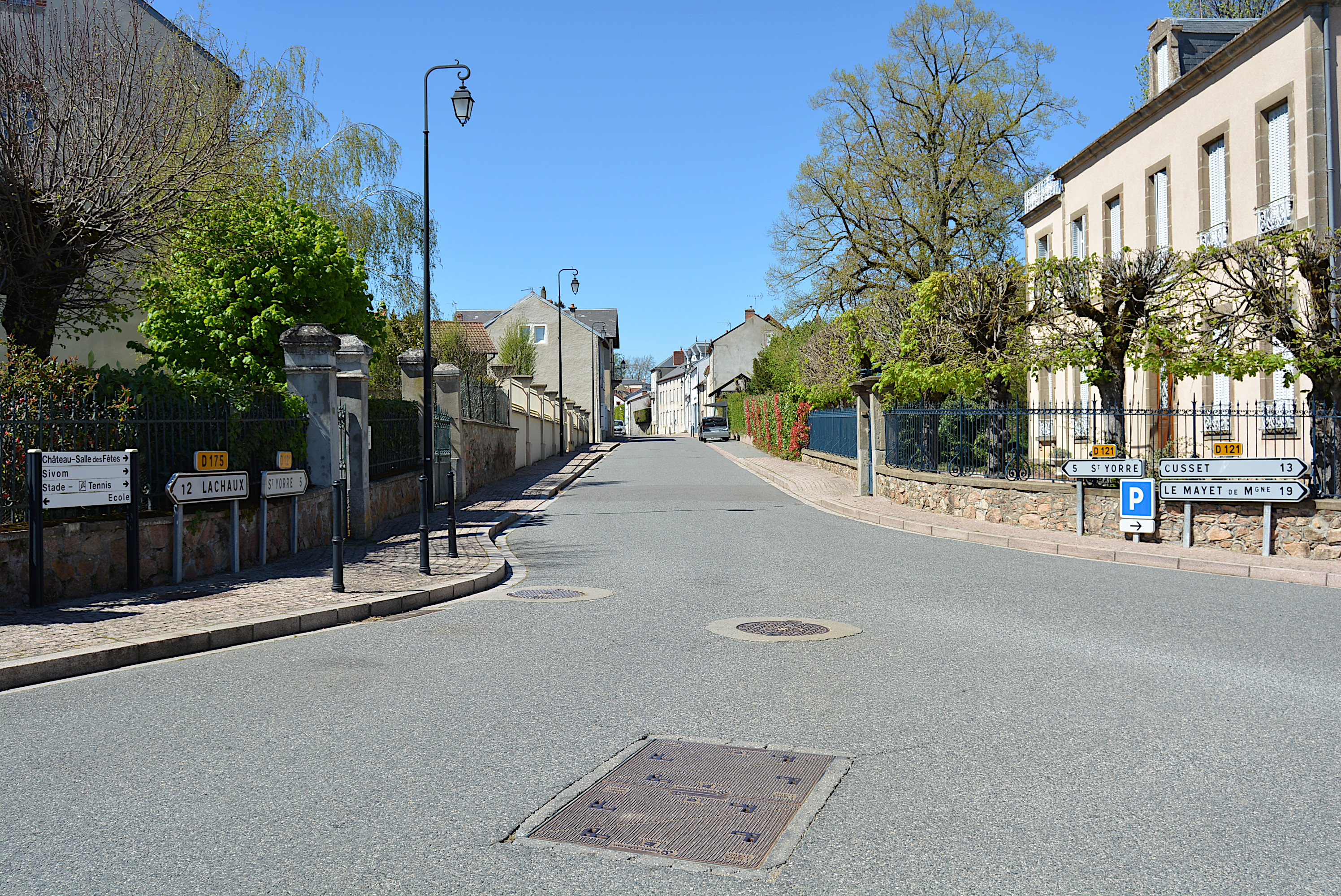
Grande Rue.

## Urbanisme

### Typologie
Au 1er janvier 2024, Busset est catégorisée commune rurale à habitat dispersé, selon la nouvelle grille communale de densité à 7 niveaux définie par l'Insee en 2022.
Elle est située hors unité urbaine. Par ailleurs la commune fait partie de l'aire d'attraction de Vichy, dont elle est une commune de la couronne,. Cette aire, qui regroupe 50 communes, est catégorisée dans les aires de 50 000 à moins de 200 000 habitants,.

### Occupation des sols

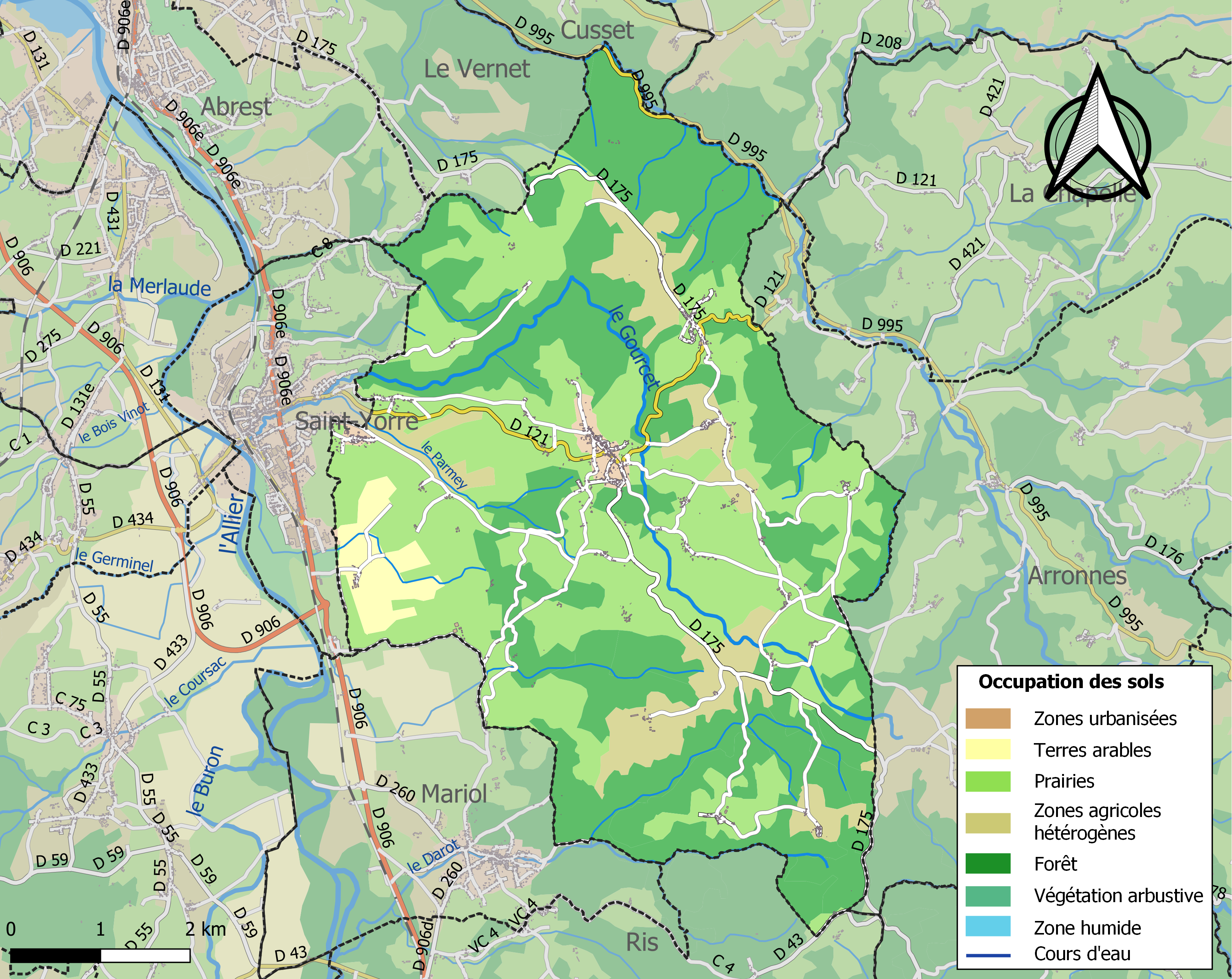
Carte des infrastructures et de l'occupation des sols de la commune en 2018 (CLC).

L'occupation des sols de la commune, telle qu'elle ressort de la base de données européenne d’occupation biophysique des sols Corine Land Cover (CLC), est marquée par l'importance des territoires agricoles (54,6 % en 2018), une proportion sensiblement équivalente à celle de 1990 (55,3 %). La répartition détaillée en 2018 est la suivante : forêts (44,4 %), prairies (42,2 %), zones agricoles hétérogènes (9,8 %), terres arables (2,6 %), zones urbanisées (1,1 %).
L'IGN met par ailleurs à disposition un outil en ligne permettant de comparer l’évolution dans le temps de l’occupation des sols de la commune (ou de territoires à des échelles différentes). Plusieurs époques sont accessibles sous forme de cartes ou photos aériennes : la carte de Cassini (XVIIIe siècle), la carte d'état-major (1820-1866) et la période actuelle (1950 à aujourd'hui).

### Logement
En 2016, la commune comptait 524 logements, contre 478 en 2011. Parmi ces logements, 72,7 % étaient des résidences principales, 8,7 % des résidences secondaires et 18,7 % des logements vacants. Ces logements étaient pour 97,9 % d'entre eux des maisons individuelles et pour 1,3 % des appartements.
La proportion des résidences principales, propriétés de leurs occupants était de 81,9 %, en baisse par rapport à 2011 (84,3 %). La part de logements HLM loués vides était de 3,2 % (contre 3,8 %).

### Planification de l'aménagement
La commune dispose d'une carte communale, approuvée par le conseil municipal en 2016.

### Risques naturels et technologiques
Seuls deux risques sont identifiés dans la commune : le feu de forêt et le risque sismique, de niveau 2. Un plan communal de sauvegarde a été élaboré mais la commune ne dispose pas de DICRIM.

## Histoire
Les sources principales sont un livre de Jean-Charles Varennes sur les Bourbon Busset et deux livres de Jean Corre.
Construit à la fin du XIIIe siècle par les sires de Vichy, le château de Busset possède des fondations qui remontent à l'origine de la féodalité.
On pénètre dans la cour intérieure par un pont-levis au-dessus d'une large douve. Au-delà de la porte d'entrée que protège ses tours basses, deux grands corps de logis se coupent en angle droit, flanqué de trois tours rondes. La « grosse tour » qui dut être le donjon de l'époque médiévale, s'appelle encore la tour Henri IV en souvenir de la visite du roi à son cousin César de Bourbon Busset en 1599. La tour d'angle sud-est, de dimension plus réduite, servit de prison dans les temps les plus reculés et abrite de nos jours les archives de la famille. Enfin, à l'ouest, s'élève la tour du XVe siècle, dite Tour de Riom, présentant un hourd de bois et ses bardeaux de châtaignier en parfait état de conservation.
Une chapelle de style néogothique édifiée en 1858 dans la cour du château sert de sépulture familiale. Auparavant, à cet emplacement, l'église paroissiale de Busset occupait tout le centre de la cour intérieure qu'elle séparait en deux parties. Elle fut démolie et remplacée par l'église actuelle construite sur les fossés et bénite le 24 décembre 1840.
Le château est entouré de parcs à la française et à l'italienne, d'une piscine, de frondaisons, de terrasses.
Quatorze générations de Bourbon-Busset se sont succédé sans interruption[réf. nécessaire] dans cette demeure depuis le 1er janvier 1498, date du contrat de mariage de Marguerite de Tourzel d'Allègre qui apportait les terres de Busset à Pierre de Bourbon, chambellan de Louis XII.
Il appartient depuis 1997 à Beat Dutli.
La chanson de Busset, sur un air de « Auprès de ma blonde », a été créée le 1er mars 1941 par Jean Deva Siresux du syndicat des agents de change au profit des prisonniers de Busset. Ce chant fut interprété par les jeunes de Busset à l'occasion d'une représentation donnée dans le garage du château au profit des prisonniers de Busset.[réf. nécessaire]
Avant 1789, la commune faisait partie de l'ancienne province du Bourbonnais,

## Politique et administration

### Découpage territorial
La commune de Busset est membre de la communauté d'agglomération Vichy Communauté, un établissement public de coopération intercommunale (EPCI) à fiscalité propre créé le 1er janvier 2017 dont le siège est à Vichy. Ce dernier est par ailleurs membre d'autres groupements intercommunaux.
Sur le plan administratif, elle est rattachée à l'arrondissement de Vichy, au département de l'Allier et à la région Auvergne-Rhône-Alpes. Sur le plan électoral, elle dépend du  canton de Lapalisse pour l'élection des conseillers départementaux, depuis le redécoupage cantonal de 2014 entré en vigueur en 2015, et de la troisième circonscription de l'Allier  pour les élections législatives, depuis le dernier découpage électoral de 2010.

### Administration municipale

#### Liste des maires

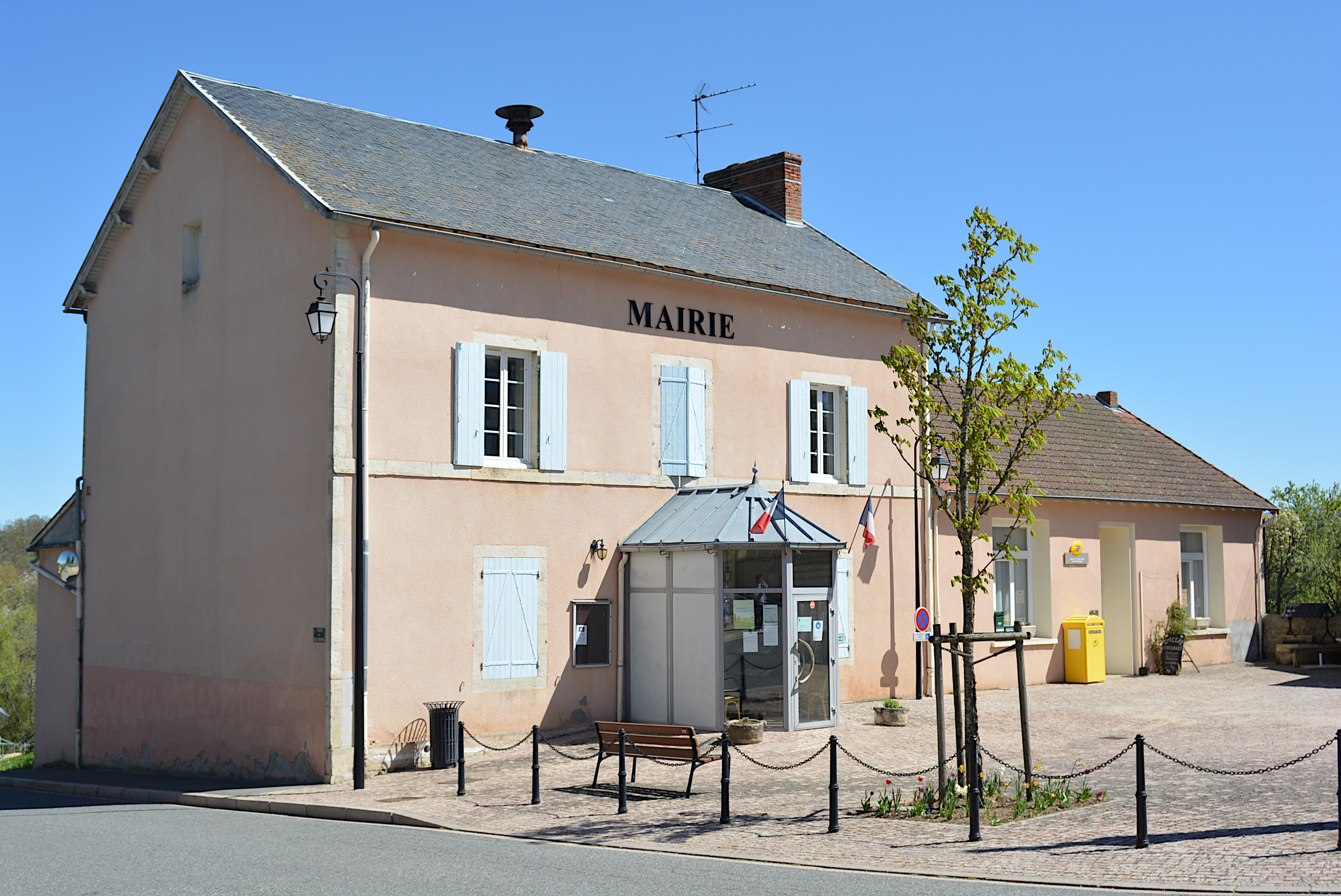
Mairie et agence postale.

| Période                                  | Période                      | Identité                  | Étiquette | Qualité |
| ---------------------------------------- | ---------------------------- | ------------------------- | --------- | --- |
| Les données manquantes sont à compléter. |                              |                           |           | |
| 1790                                     | 1792                         | Léonard Dumas             |           | |
| 1794                                     | 1795                         | Jérôme Michel             |           | |
| 1848                                     | 1855                         | M. Dhérat                 |           | |
| 1855                                     | 11 août 1875                 | M. Fournier de Saint Maux |           | |
| 11 août 1875                             | 20 janvier 1878              | M. Dherat                 |           | |
| 20 janvier 1878                          | 27 novembre 1881             | Jean-François Ruet        |           | |
| 27 novembre 1881                         | 18 mai 1884                  | Jean Nebout               |           | |
| 18 mai 1884                              | 13 septembre 1903            | Jacques Petit             |           | |
| 13 septembre 1903                        | 15 mai 1904                  | Jean Nebout               |           | |
| 15 mai 1904                              | mai 1909                     | Joseph Debizait           |           | |
| mai 1909                                 | 10 décembre 1919             | Jean Lallias              |           | |
| 10 décembre 1919                         | 17 mai 1923                  | M. Coste                  |           | |
| 17 mai 1923                              | 30 juillet 1933              | Louis Bourrioux           |           | |
| 30 juillet 1933                          | 11 décembre 1944             | Joseph Corre              |           | |
| 11 décembre 1944                         | 25 octobre 1947              | Antoine Rongère           |           | |
| 25 octobre 1947                          | 21 mars 1971                 | Louis Berthelomez         |           | |
| 21 mars 1971                             | 20 mars 1983                 | Marcel Corre              |           | |
| 20 mars 1983                             | mars 2001                    | Jean Rouchon              |           | |
| mars 2001                                | mai 2020                     | Michel Aurambout          |           | Retraité de l'enseignement 3e vice-président de Vichy Val d'Allier (2014-2016) 4e vice-président de Vichy Communauté (depuis 2017) |
| mai 2020                                 | En cours (au 8 juillet 2020) | Christine Magnaud         |           | Retraitée de l'Éducation nationale                                                                                                 |

## Population et société

### Démographie
Les habitants de la commune sont appelés les Bussétois et les Bussétoises.

#### Évolution démographique
L'évolution du nombre d'habitants est connue à travers les recensements de la population effectués dans la commune depuis 1793. Pour les communes de moins de 10 000 habitants, une enquête de recensement portant sur toute la population est réalisée tous les cinq ans, les populations de référence des années intermédiaires étant quant à elles estimées par interpolation ou extrapolation. Pour la commune, le premier recensement exhaustif entrant dans le cadre du nouveau dispositif a été réalisé en 2004.

En 2022, la commune comptait 810 habitants, en évolution de −13,83 % par rapport à 2016 (Allier : −1,38 %, France hors Mayotte : +2,11 %).
| 1793  | 1800  | 1806  | 1821  | 1831  | 1836  | 1841  | 1846  | 1851  |
| ----- | ----- | ----- | ----- | ----- | ----- | ----- | ----- | ----- |
| 1 442 | 1 480 | 1 432 | 1 419 | 1 689 | 1 700 | 1 691 | 1 676 | 1 737 |

| 1856  | 1861  | 1866  | 1872  | 1876  | 1881  | 1886  | 1891  | 1896  |
| ----- | ----- | ----- | ----- | ----- | ----- | ----- | ----- | ----- |
| 1 647 | 1 736 | 1 738 | 1 692 | 1 738 | 1 710 | 1 733 | 1 775 | 1 680 |

| 1901  | 1906  | 1911  | 1921  | 1926  | 1931  | 1936  | 1946 | 1954 |
| ----- | ----- | ----- | ----- | ----- | ----- | ----- | ---- | ---- |
| 1 666 | 1 567 | 1 506 | 1 314 | 1 228 | 1 130 | 1 075 | 958  | 963  |

| 1962 | 1968 | 1975 | 1982 | 1990 | 1999 | 2004 | 2006 | 2009 |
| ---- | ---- | ---- | ---- | ---- | ---- | ---- | ---- | ---- |
| 976  | 914  | 820  | 853  | 881  | 852  | 873  | 880  | 834  |

| 2014 | 2019 | 2022 | - | - | - | - | - | - |
| ---- | ---- | ---- | - | - | - | - | - | - |
| 926  | 849  | 810  | - | - | - | - | - | - |

#### Pyramide des âges
En 2021, le taux de personnes d'un âge inférieur à 30 ans s'élève à 27,0 %, soit en dessous de la moyenne départementale (29,0 %). De même, le taux de personnes d'âge supérieur à 60 ans est de 31,8 % la même année, alors qu'il est de 35,6 % au niveau départemental.
En 2021, la commune comptait 405 hommes pour 412 femmes, soit un taux de 50,43 % de femmes, légèrement inférieur au taux départemental (52,03 %).
Les pyramides des âges de la commune et du département s'établissent comme suit :
| Hommes | Classe d’âge | Femmes |
| ------ | ------------ | ------ |
| 0,8    | 90 ou +      | 0,9    |
| 7,0    | 75-89 ans    | 8,0    |
| 23,0   | 60-74 ans    | 23,8   |
| 25,0   | 45-59 ans    | 22,5   |
| 17,7   | 30-44 ans    | 17,3   |
| 11,8   | 15-29 ans    | 11,6   |
| 14,7   | 0-14 ans     | 15,9   |

| Hommes | Classe d’âge | Femmes |
| ------ | ------------ | ------ |
| 1,2    | 90 ou +      | 3      |
| 10     | 75-89 ans    | 13,4   |
| 21,3   | 60-74 ans    | 22     |
| 20,6   | 45-59 ans    | 19,6   |
| 15,7   | 30-44 ans    | 15     |
| 15,6   | 15-29 ans    | 12,9   |
| 15,7   | 0-14 ans     | 14     |

### Enseignement
Busset dépend de l'académie de Clermont-Ferrand. Elle gère une école élémentaire publique.
Les collégiens se rendent à Saint-Yorre, conformément à la carte scolaire en vigueur dans le département. Les lycéens sont scolarisés à Cusset, au lycée de Presles (renommé lycée Albert-Londres), pour les filières générales et technologiques.

### Sports
Busset a été la commune de passage du Paris-Nice 2020, le 12 mars. Les coureurs devaient monter la côte de Busset (côte de 2e catégorie).[réf. souhaitée]

## Économie

### Emploi
En 2016, la population âgée de 15 à 64 ans s'élevait à 580 personnes, parmi lesquelles on comptait 75,9 % d'actifs dont 66,6 % ayant un emploi et 9,3 % de chômeurs.
On comptait 116 emplois dans la zone d'emploi. Le nombre d'actifs ayant un emploi résidant dans la zone étant de 394, l'indicateur de concentration d'emploi est de 29,5 %, ce qui signifie que la commune offre moins d'un emploi par habitant actif.
314 des 393 personnes âgées de 15 ans ou plus (soit 79,9 %) sont des salariés. Seulement 21,2 % des actifs travaillent dans la commune de résidence.

### Entreprises
Au 31 décembre 2017, Busset comptait 34 entreprises : 4 dans l'industrie, 10 dans la construction, 11 dans le commerce, le transport, l'hébergement ou la restauration, 5 dans les services marchands aux entreprises et 4 dans les services marchands aux particuliers, ainsi que 33 établissements.
Au 1er janvier 2020, la commune ne comptait ni hôtels ni campings ni autres hébergements collectifs.

### Agriculture
Au recensement agricole de 2010, la commune comptait 27 exploitations agricoles. Ce nombre est en nette diminution par rapport à 2000 (37) et à 1988 (51).
La superficie agricole utilisée sur ces exploitations est de 1 615 hectares en 2010, incluant 997 ha d'exploitations individuelles et 477 ha de GAEC.

## Culture locale et patrimoine

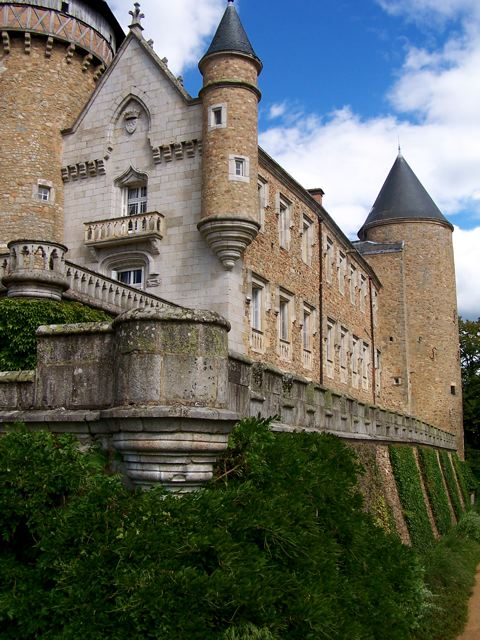
Château de Busset.

### Lieux et monuments
La commune de Busset possède un édifice classé et inscrit aux monuments historiques : le château de Busset. Ce château a été classé monument historique en 1981 et inscrit monument historique en 1990 et 1993. Le jardin figure à l'inventaire général du patrimoine culturel.
- Église Saint-Vincent de Busset.

### Personnalités liées à la commune
- Joseph Vacher, tueur en série, qui, le 10 septembre 1896 à Busset, assassina Marie Moussier-Lorut, 19 ans.
- Sébastien Japrisot (° 4 juillet 1931, Marseille – † 4 mars 2003, Vichy) — Écrivain et cinéaste, il s'était établi en Bourbonnais en 1998 après un long périple parisien.
- Philippe Bugalski, pilote de rallye, inhumé au cimetière de Busset[33].
- Christophe Doire, un chasseur assassiné en 1995 et retrouvé décapité dans la commune.